# ダゴール

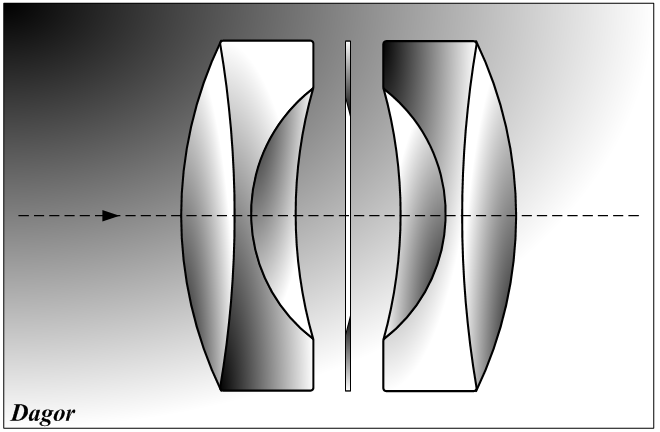
ダゴール

ダゴール（Dagor）はドイツのカメラメーカー、ゲルツが製造していたカメラのレンズ。アナスチグマート。
設計者はエミール・フォン・フーフ。ピントが鋭くまた内面反射が少なくコントラストが高いため、このレンズで撮影した写真は一目で分かると言われていた。2群6枚構成でゲルツを代表する名レンズとして知られ、ジェームズ・A・シンクレアなどイギリス製カメラにも多数が取り付けられるなど同時代のライバルだったカール・ツァイスのプロター以上に広く使用されていた。またイメージサークルが広いのが特徴で、普通キャビネ判のカメラには180mmから210mmのレンズを装着するところ、165mmでも使用できた。古いハンドカメラから外したダゴール90mmを、高価なアンギュロンに代えてスピードグラフィックに使用されたこともある。
名称はドッペルアナスチグマート・ゲルツ（Doppel-Anastigmat Görz）の略である。当初F7.7であったが後にF6.8に大口径化された。
プロターとの比較では、黄緑色にカブるプロターより色再現が良くカラー写真にも充分使用できる。後ろ玉だけでも使用できるがその場合の収差補正はプロターに及ばず、相当に絞り込まないと実用できない。

## テナックス用
- ダゴール75mmF6.8 - ベストポケットテナックスに固定装着される。
- ダゴール100mmF6.8 - コートポケットテナックス，ロールテナックスに固定装着される。

## 大判用
- ドイツ生産、元々は「ドッペルアナスチグマート・ゲルツシリーズIII」であったが1904年よりダゴール銘となる。50mm以下から3000mmを超す物まで広くラインナップされた。

- - 0番 - 12cmF7.7。
  - 1番 - 15cmF7.7。
  - 2番 - 18cmF7.7。
  - 3番 - 21cmF7.7。
  - 4番 - 24cmF7.7。
  - 5番 - 27cmF7.7。
  - 6番 - 30cmF7.7。
  - 7番 - 36cmF7.7。

- - 125mmF6.8

- ドイツ生産、元々は「ドッペルアナスチグマート・ゲルツシリーズIV」であったが1904年よりダゴール銘となる。複写、引き伸ばし用。
  - 6番 - 30cmF11。
  - 7番 - 36cmF11。
  - 7a番 - 42cmF11。
  - 8番 - 48cmF11。
  - 9番 - 60cmF11。
  - 10番 - 75cmF11。
  - 11番 - 90cmF11。
  - 12番 - 120cmF11。

- アメリカ生産
- 000番 - 2+3/8inF6.8。
  - 000a番 - 3inF6.8。
  - 00番 - 3+1/2F6.8。
  - 0番 - 4+3/4inF6.8。
  - 0a番 - 5inF6.8。
  - 1番 - 6inF6.8。
  - 1a番 - 6+1/2inF6.8。
  - 2番 - 7inF6.8。
  - 3番 - 8+1/4inF6.8。
  - 4番 - 9+1/2inF6.8。
  - 5番 - 10+3/4inF6.8。
  - 6番 - 12inF6.8。
  - 8番 - 19inF7.7。
  - 10番 - 30inF7.7。
  - 11番 - 35inF7.7。